# Paramiacis
Paramiacis — вимерлий рід хижоподібних ссавців.